# هاید، همپشر
هاید (به انگلیسی: Hyde) یک روستا و محله مدنی در بریتانیا است که در New Forest District واقع شده‌است. هاید ۹۰۶ نفر جمعیت دارد.